# Sibylle-Élisabeth de Wurtemberg
Sibylle Élisabeth de Wurtemberg (10 avril 1584 - 20 janvier 1606), est une princesse allemande membre de la Maison de Wurtemberg et par mariage duchesse de Saxe.

## Biographie
Née à Montbéliard, elle est la troisième enfant du mariage du duc Frédéric Ier de Wurtemberg et de Sibylle d'Anhalt, fille du prince Joachim Ernest de Saxe-Anhalt.
Le duc Frédéric cherchait un lien avec la Maison de Saxe et un mariage pour Sibylle Élisabeth (sa fille aînée) parmi les princes Protestants qui sont les alliés des allemands de l'Empire et lui permettrait d'entrer dans la sphère d'influence de la Maison de Habsbourg.
Elle épouse Jean-Georges Ier de Saxe, le 16 septembre 1604. Comme dot, elle reçoit le château, la ville et la juridiction de Weißensee. Le couple créé une cour qui est essentiellement financée par les revenus de l'Évêché de Mersebourg.
Sybille Élisabeth est connue pour fournir des médicaments gratuits aux indigents. Elle est décédée subitement âgée de 21 ans à Dresde après la naissance de son seul enfant, un fils mort-né. Elle est enterrée dans la cathédrale de Freiburg (aussi connue comme la cathédrale Sainte-Marie).